# Вівсянка-снігурець рудоголова
Вівся́нка-снігуре́ць рудоголова (Melopyrrha portoricensis) — вид горобцеподібних птахів родини саякових (Thraupidae). Ендемік Пуерто-Рико. Melopyrrha grandis раніше вважався підвидом рудоголової вівсянки-снігурця.

## Опис
Довжина птаха становить 17—19 см, вага 32 г. Забарвлення переважно чорне. Верхня частина горлови, горло, верхня частина грудей і гузка руді.

## Поширення і екологія
Рудоголові вівсянки-снігурці живуть в густих тропічних лісах Пуерто-Рико, віддають перевагу гірських тропічним лісам. Зустрічаються на висоті до 1000 м над рівнем моря. Живляться плодами, комахами та павуками. Гніздо чашоподібне з бічним входом, в кладці 3 світло-зелених яйця.